# Niedersächsisch (Niederlande)
Niederländisches Niedersächsisch (auf Niederländisch einfach als „Nedersaksisch“ bezeichnet) ist der Name einer eigenständigen Gruppe von niederdeutschen Dialekten, die in den Niederlanden gesprochen werden. Typologisch gehören diese Dialekte zu den niederdeutschen Dialekten, die in den benachbarten Gebieten Deutschlands gesprochen werden, aber sie zeigen lexikalische, orthografische und grammatische Unterschiede, da sie sich unter den mittelniederländischen und standardniederländischen Dachsprachen entwickelt haben. Das Verbreitungsgebiet des Niedersächsischen umfasst die Provinzen Groningen, Overijssel, Drenthe und Teile Gelderlands und Frieslands. Obwohl das Dialektgebiet im Vergleich zu dem des Niederdeutschen in Deutschland relativ klein ist, macht das niederländische Niedersächsisch mit seinen circa 1,8 Millionen Sprechern einen bedeutenden Teil der Gesamtsprecher niederdeutscher Dialekte weltweit aus.
Kulturlinguistisch gesehen kann die Entwicklung des niederländischen Niedersächsisch als das weitreichendste Beispiel des größeren Phänomens des Sprachkontakts zwischen Niederländisch und Niederdeutsch angesehen werden, das bis ins Mittelalter zurückreicht.

## Beschreibung
Das in den Niederlanden verwendete Mittelniederdeutsch war nicht so stark vom Mittelniederdeutschen Lübecks geprägt, sondern eine niederfränkisch geprägte Form, die bis nach Westfalen hinein ausstrahlte.
Das Niedersächsisch der Niederlande und die angrenzenden Dialekte in Deutschland, aber auch das damalige ostfriesische Niederdeutsch standen vom Mittelalter bis in die frühe Neuzeit hinein in einem engen Dialekt- und Schreibsprachenkontinuum. Dieses führte dazu, dass die frühe Germanistik und Niederlandistik, die beide ihre Anfänge im 19. Jahrhundert hatten, das niederländische Niedersächsisch (mit den angrenzenden Dialekten in Deutschland) sowie das diesem südlich benachbarte Rhein-Maasländische unter dem Begriff Deutschniederländisch zusammenfassten. Im Zuge der Politisierung des Begriffes Deutschniederländisch, die ab dem ausgehenden 19. Jahrhundert erfolgte, als die völkische Bewegung diesen im pangermanistisch-alldeutschen Sinn verwendete, begann die Niederlandistik mit dem Behelfsbegriff Ostniederländisch zu arbeiten, wenn sie die niedersächsischen Dialekte in den Niederlanden meinte.
Am 10. Oktober 2018 wurde dem Niedersächsischen in den Niederlanden der Rang einer eigenständigen niederländischen Regionalsprache zuerkannt, was es auf die Stufe des Limburgischen stellte. Zuvor galt Niedersächsisch in den Niederlanden lediglich als Dialektverband.

## Sprachgeschichte

### Sprachgebiet und Begrenzungsmöglichkeiten

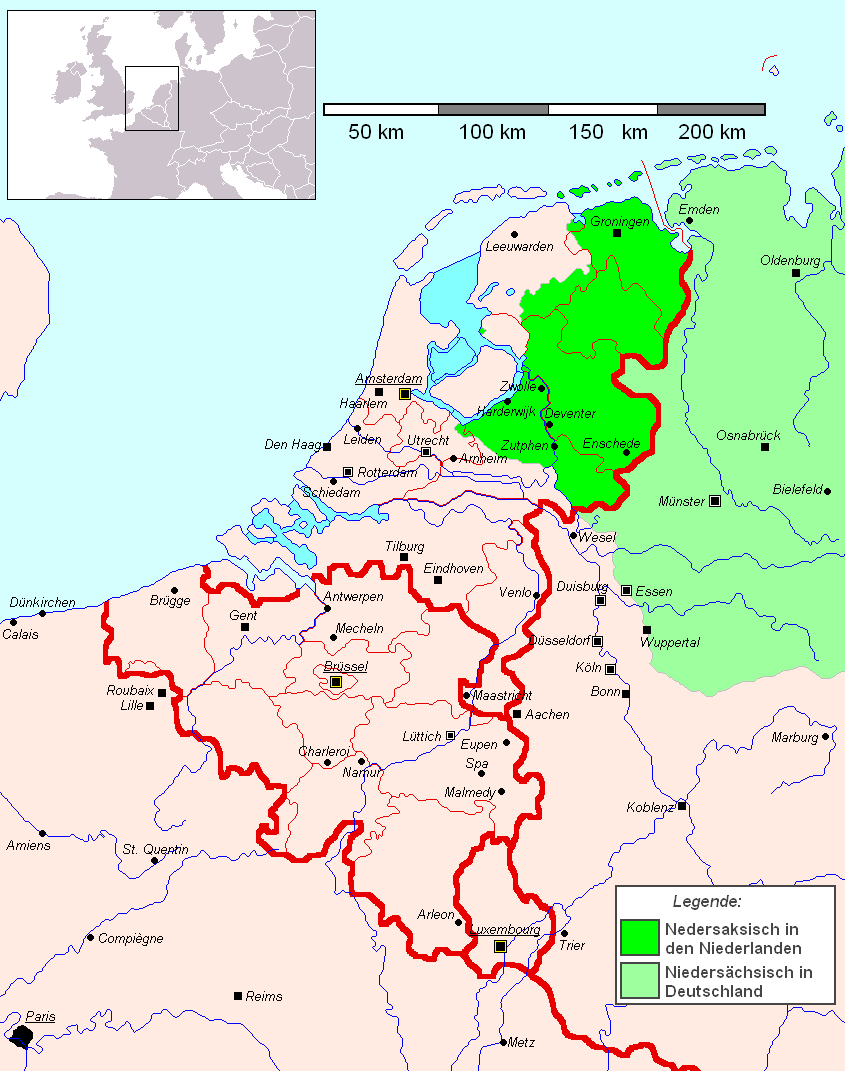
Das Verbreitungsgebiet des Niedersächsischen in den Niederlanden und im angrenzenden Deutschland

Zu Beginn der Niederlandistik und der Germanistik wurde zur Abgrenzung der niedersächsischen und niederfränkischen Dialekte die Einheitsplurallinie herangezogen und ließ diese bei Elburg an der damaligen Zuiderzee enden. Dieser Isoglossenverlauf wird heutzutage noch vielfach in diversen Sprachkarten angegeben, auch wenn er den allgemeinen Auffassungen widerspricht.
In den 1880er Jahren begann man, die niedersächsisch-niederfränkische Dialektgrenze südlich von Harderwijk beginnen zu lassen, um sie dann in ihrem südöstlichen Verlauf auf die Einheitsplurallinie stoßen zu lassen. Damit umging man vonseiten der Niederlandistik und Germanistik das Problem, dass der Dialektverband des Veluws aufgrund seines Übergangscharakters ursprünglich dem Niederfränkischen zugeschlagen worden war. Nun wurde diesem nur noch das Westveluws zugerechnet, während Ostveluws nun zu den niedersächsischen Dialekten gehörte.
Heute wird allgemein nicht mehr die als überholt betrachtete Einheitsplurallinie als Grenze jener Dialekte betrachtet, die in den Niederlanden unter der Bezeichnung Nederlands Nedersaksisch („niederländisches Niedersächsisch“) zusammengefasst werden: Stattdessen werden diese von der sogenannten elopen/gelopen-Linie vom Niederfränkischen abgegrenzt. Diese Isoglosse verläuft quer durch Gelderland verlaufende und geht bis zum Norden der Provinz Utrecht, wo sie ans IJsselmeer stößt.

### Subgruppen/Dialekte

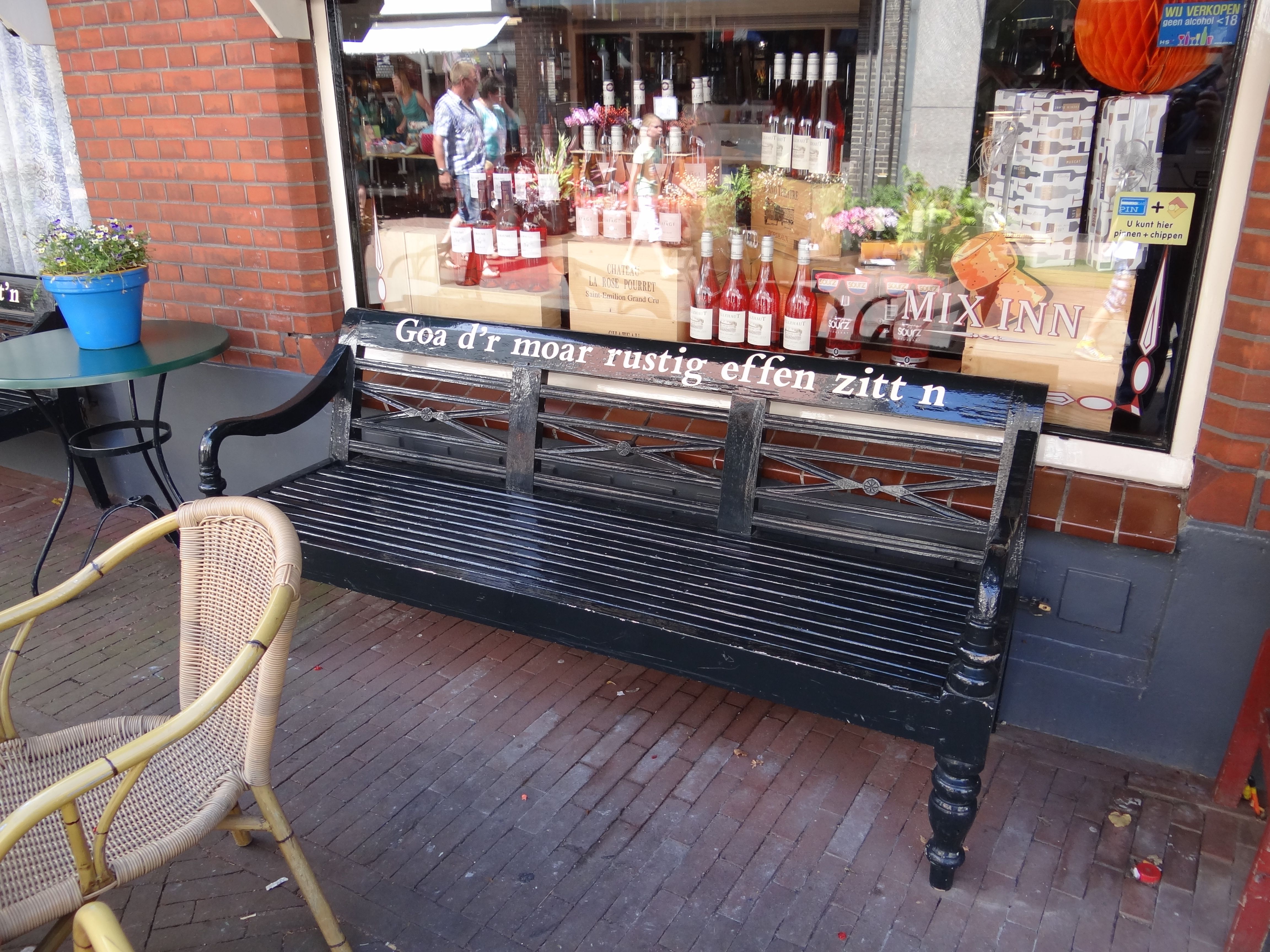
Bank in Lichtenvoorde mit niedersächsischer Aufschrift: Goar d'r moar effen rustig zitt n.

Das niederländische Niedersächsische zerfällt in etwa sieben Hauptdialekte, die wiederum in einzelne Stadt- und Dorfmundarten gegliedert sind. Einige dieser Varietäten haben eigenständige ISO-639-3-Codes erhalten:
- Gronings (gos)
- Stellingwerfs (stl)
- Drents (drt)
- Twents (twd)
- Achterhoeks (act)
- Sallands (sdz)
- Veluws (vel)

Heute werden in den Niederlanden die niedersächsischen Dialekte wie folgt eingeteilt, wobei hier die Aufzählung in Nord-Süd-Richtung vorgenommen wird:
- Kollumerlands (Dialekt der Region Kollumerland)
- Gronings en Noord-Drents (Dialekt von Groningen und des nördlichen Drenthe)
- Midden-Drents (Dialekt, wie er in Zentral-Drente gesprochen wird)
- Zuid-Drents (Dialekt des südlichen Drente)
- Stellingwerfs (Dialekt der Region Stellingwerven)
- Twents (Dialekt der Region Twente)
- Twents-Graafschaps (Dialekt der westlichen Twente und der östlichen Grafschaft)
- Gelders-Overijssel (Dialekt von Gelderland und der Region westliche Overijssel)
- Veluws (Dialekt der Region Veluwe)

Gronings weist eine gemeinsame Sprachgeschichte mit dem benachbarten ostfriesischen Niederdeutsch auf und besitzt wie dieses ein großes friesisches Substrat. Stellingswerfs gilt als Übergangsdialekt zum Westfriesischen, von dem es auch beeinflusst wurde. Drents wiederum zerfällt wiederum in drei Subgruppen, welche geografisch als Noord-Drents, Midden-Drents und Zuid-Drents bezeichnet werden. Allgemein wird Noord-Drents der Dialektgruppe „Gronings“ zugerechnet.
Das Sprachgebiet des niederländischen Niedersächsischen ist durch zahlreiche Isoglossen geprägt, wenn man die dort verlaufende had/ehad-Line als Kriterium nimmt. Mit dem Nordniedersächsischen verbindet beides die Einheitsplurallinie, da auch in Twents und Achterhoeks wie/wi’j hebt gilt. Im Veluws wird dagegen schon wulie hebben verwendet. Gronings grenzt sich von den anderen Dialekten durch das Isoglossenbündel weiten-hebben-gaud für „wissen“, „haben“ und „gut“ ab.